# Hautasaari (ö i Enontekiö, Anutijärvi)
Hautasaari, enaresamiska: Jámešsuolu, är en ö i Finland. Den ligger i sjön Anuntijärvi och i kommunen Enontekis i den ekonomiska regionen  Fjäll-Lappland  och landskapet Lappland, i den norra delen av landet, 1 000 km norr om huvudstaden Helsingfors. Öns area är 0,3 hektar och dess största längd är 70 meter i öst-västlig riktning.